# Misumenops ocellatus
Misumenops ocellatus är en spindelart som först beskrevs av Albert Tullgren 1905.  Misumenops ocellatus ingår i släktet Misumenops och familjen krabbspindlar. Inga underarter finns listade i Catalogue of Life.